# Élisa Blondel

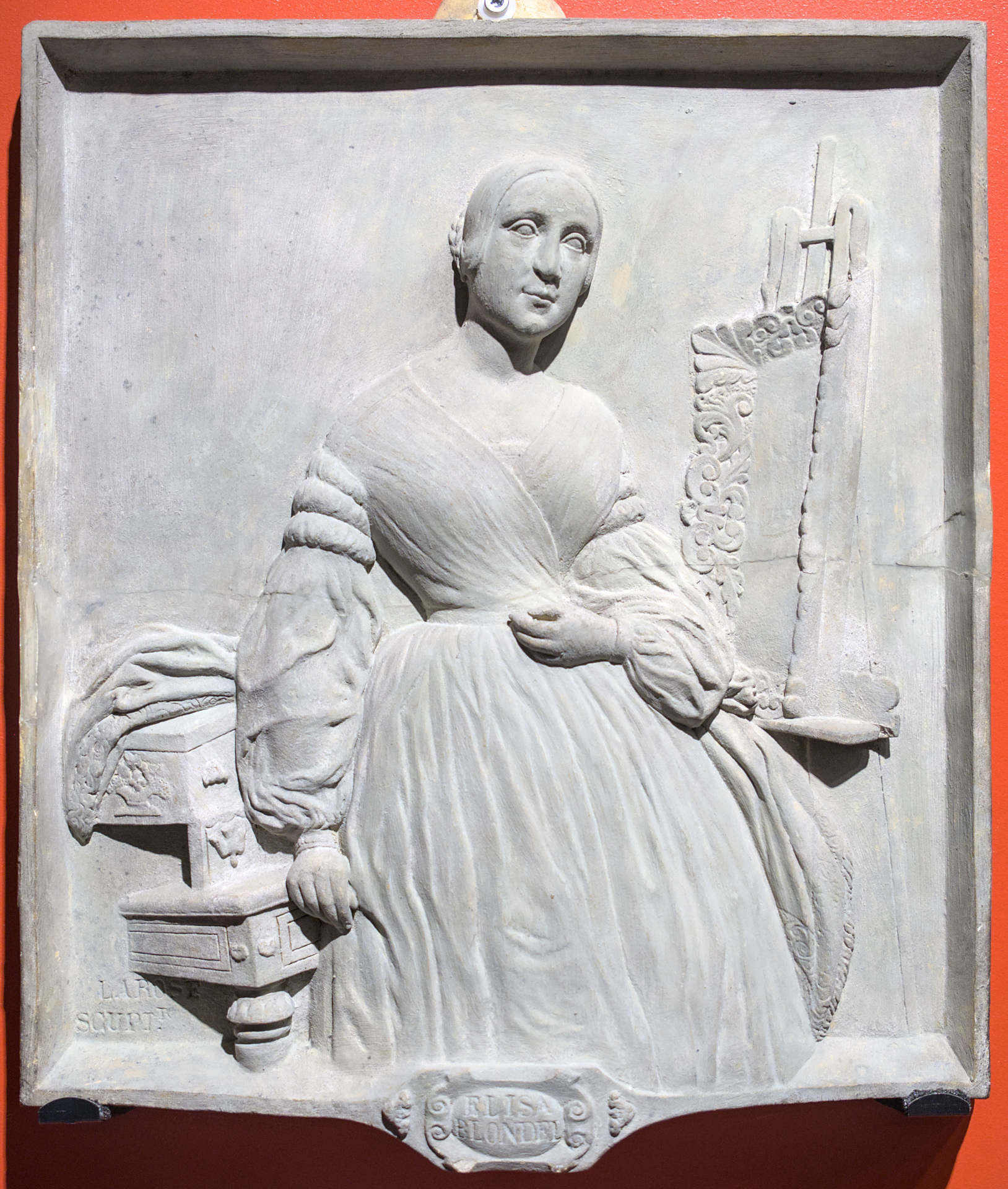
Élisa Blondel, wahrscheinlich von ihrem Schüler Claude Faucillon gestaltete Terracotta-Fliese

Élisa Blondel (* 19. April 1811 in Pont-d’Ain; † 20. Oktober 1845 in Bourg-en-Bresse) war eine französische Malerin. Trotz ihrer recht kurzen Schaffensphase von weniger als 20 Jahren fand sie Eingang in zahlreiche namhafte Museen.

## Leben und Werk

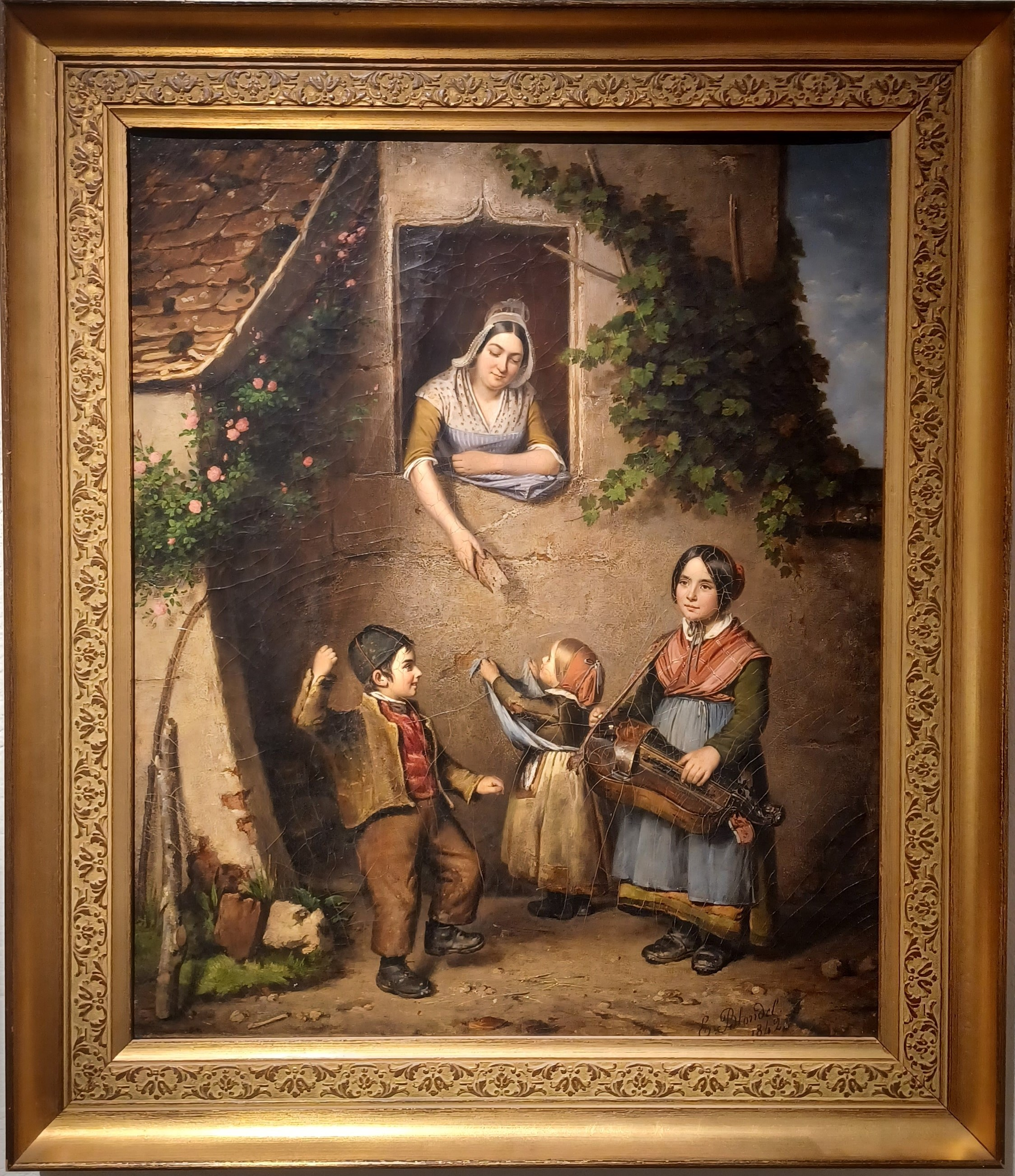
Les Petits Piémontais, ou la Danse des petits Savoyards, 1842

Als Schülerin von Joseph Hornung in Genf, wo sie sich einige Jahre niederließ, avancierte sie zur Porträtmalerin und Autorin von Genreszenen. Sie präsentierte ihre Werke auf Ausstellungen in Genf, Lyon und in den Salons de Paris, wo sie 1842 auch als Medaillengewinnerin hervorging.
Nach ihrem Tod bot der Gemeinderat auf dem Friedhof eine Konzession zu 100 Franken für das Grabmal an. Der Grabstein wurde mithilfe einer großzügigen öffentlichen Subskription im Herbst 1849 errichtet, aber die Inschrift kam erst achtzehn Monate später hinzu.

### Bedeutende Werke
- Les petits Savoyards oder Les petits Piémontais, 1842, Musée de Bourg-en-Bresse